# Azeka

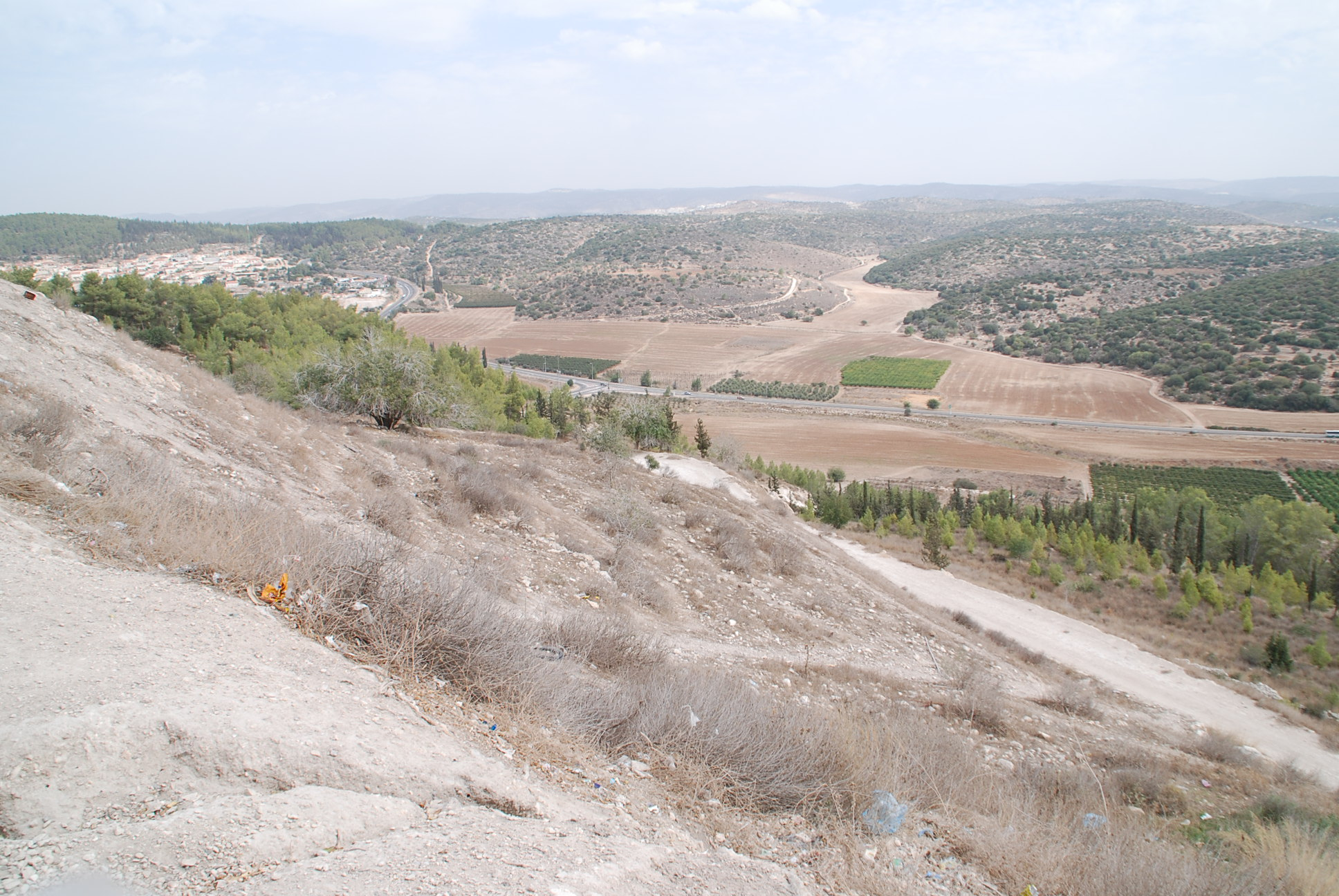
Tell Zakarie

Azeka (hebr. עֲזֵקָה) – miasto biblijne, zlokalizowane w północno-wschodniej części Judy na szlaku z wybrzeża na Wyżynę Judzką. W sąsiedztwie Azeki na wysokości doliny Elah znajdowała się droga do Betlejem. Miasto jest utożsamiane ze współczesnym Tell Zakarie.
Wykopaliska archeologiczne na Tell Zakarie rozpoczęły się pod koniec XIX wieku. W latach 1898–1899 ekspedycja pod kierunkiem Fredericka Jonesa Blissa i Roberta Alexandra Stewarta Macalistera z ramienia Palestyńskiej Fundacji Badawczej odkryła pozostałości po obwarowanym mieście z X wieku p.n.e. Miasto stanowiło element ufortyfikowania linii granicznej Judy. Było otoczone murem i umocnione wieżami. W źródłach pisanych miasto zostało wzmiankowane w czwartym liście z Lakisz, co dowodzi, że miało ważne znaczenie strategiczne dla Judy. O utracie pozycji po zdobyciu go przez Babilończyków świadczą nieliczne znaleziska z okresu perskiego i hellenistycznego.
Za panowania Saula pod koniec XI wieku p.n.e. według 1 Księgi Samuela (1 Sm 17) nieopodal Azeki w kierunku Soko Filistyni gromadzili swoje siły, aby rozpocząć wojnę z Izraelem. Według 2 Księgi Kronik (2 Krn 11,5,9) jako miasto graniczne zostało umocnione przez Roboama (koniec X wieku p.n.e.). Gdy na początku VI wieku p.n.e. kraj najechał Nabuchodonozor II, Azeka według Księgi Jeremiasza (Jr 34,7) padła jako jedna z dwóch ostatnich miast judzkich. Drugim miastem był Lakisz. Księga Nehemiasza (Ne 11,30) wspomina, że Azeka została ponownie zasiedlona po skończeniu okresu niewoli babilońskiej w drugiej połowie VI wieku p.n.e.